# Viola pusillima
Viola pusillima là một loài thực vật có hoa trong họ Hoa tím. Loài này được Wedd. miêu tả khoa học đầu tiên năm 1864.